# العلاقات الأفغانية المصرية
العلاقات الأفغانية المصرية هي العلاقات الثنائية التي تجمع بين إمارة أفغانستان الإسلامية  و جمهورية مصر العربية.

## مقارنة بين البلدين
هذه مقارنة عامة ومرجعية للدولتين:
| وجه المقارنة                                              | أفغانستان                    | مصر           |
| --------------------------------------------------------- | ---------------------------- | ------------- |
| المساحة (كم2)                                             | 652.23 ألف                   | 1.01 مليون    |
| عدد السكان (نسمة)                                         | 34.94 مليون                  | 94.80 مليون   |
| الكثافة السكانية (ن./كم²)                                 | 53.57                        | 93.86         |
| العاصمة                                                   | كابل                         | القاهرة       |
| اللغة الرسمية                                             | اللغة البشتوية، اللغة الدرية | اللغة العربية |
| العملة                                                    | أفغاني                       | جنيه مصري     |
| الناتج المحلي الإجمالي (بليون دولار)                      | 20.82 مليار                  | 235.37 مليار  |
| الناتج المحلي الإجمالي (تعادل القوة الشرائية) بليون دولار | 62.62 مليار                  | 998.67 مليار  |
| الناتج المحلي الإجمالي الاسمي للفرد دولار أمريكي          | 594                          | 3.61 ألف      |
| الناتج المحلي الإجمالي للفرد دولار أمريكي                 | 1.93 ألف                     |               |
| مؤشر التنمية البشرية                                      | 0.479                        | 0.690         |
| رمز المكالمات الدولي                                      | +93                          | +20           |
| رمز الإنترنت                                              | .af                          | .eg، .مصر     |
| المنطقة الزمنية                                           | ت ع م+04:30                  | ت ع م+02:00   |

## منظمات دولية مشتركة
يشترك البلدان في عضوية مجموعة من المنظمات الدولية، منها:
| علم المنظمة | اسم المنظمة                               | تاريخ انضمام أفغانستان | تاريخ انضمام مصر |
| ----------- | ----------------------------------------- | ---------------------- | ---------------- |
|             | مؤسسة التنمية الدولية                     | 2 فبراير 1961          | 26 أكتوبر 1960   |
|             | يونسكو                                    | 4 مايو 1948            | 22 يناير 1947    |
|             | وكالة ضمان الاستثمار متعدد الأطراف        | 16 يونيو 2003          | 12 أبريل 1988    |
|             | الأمم المتحدة                             | 19 نوفمبر 1946         | 24 أكتوبر 1945   |
|             | الاتحاد البريدي العالمي                   | ?                      | ?                |
|             | البنك الدولي للإنشاء والتعمير             | 14 يوليو 1995          | 27 ديسمبر 1945   |
|             | منظمة التعاون الإسلامي                    | ?                      | 25 سبتمبر 1969   |
|             | الاتحاد الدولي للاتصالات                  | 12 أبريل 1928          | 9 ديسمبر 1876    |
|             | مؤسسة التمويل الدولية                     | 23 سبتمبر 1957         | 20 يوليو 1956    |
|             | المركز الدولي لتسوية المنازعات الاستشارية | 25 يوليو 1968          | 2 يونيو 1972     |
|             | منظمة الشرطة الجنائية الدولية             | ?                      | 7 سبتمبر 1923    |

## وصلات خارجية
- موقع وزارة الخارجية الأفغانية
- موقع وزارة الخارجية المصرية